# Sigynnes

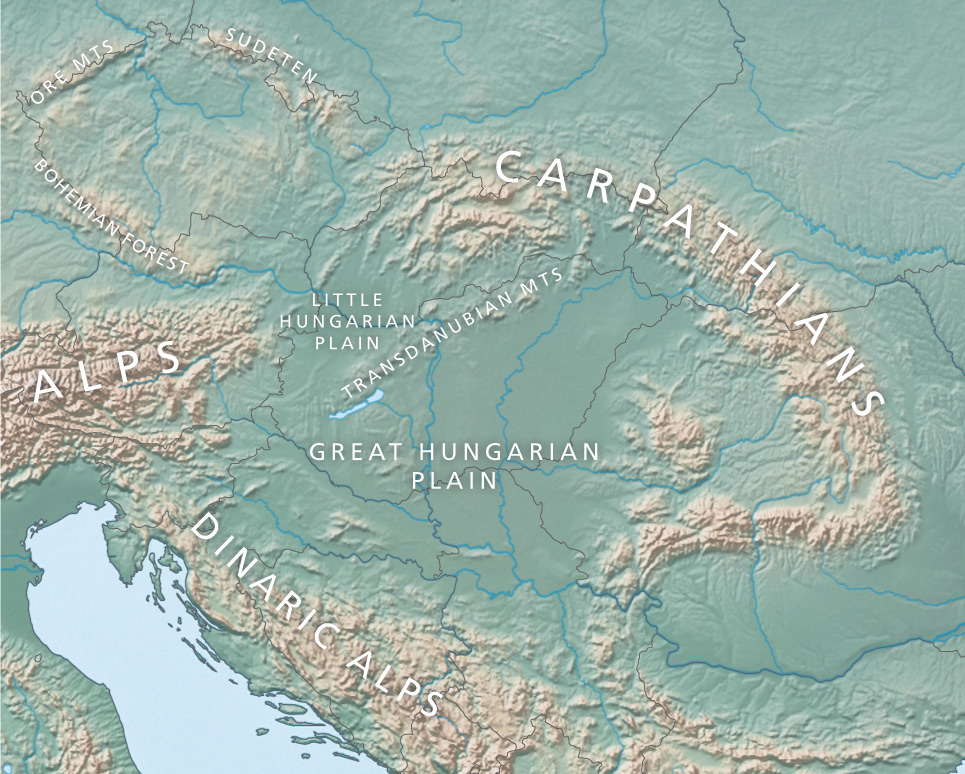
Carpathian Basin-Pannonian Basin

Selon Hérodote, les Sigynnes sont un ancien peuple nomade situé au nord du cours inférieur du Danube, alors appelé Ister. 
On ne peut rien dire de certain sur les peuples qui habitent au nord de la Thrace. Mais le pays au-delà de l'Ister parait désert et immense, et n'est occupé, autant que j'ai pu l'apprendre, que par les Sigynnes. Leurs habits ressemblent à ceux des Mèdes. Leurs chevaux sont petits et camus ; leur poil est épais, et long de cinq doigts ; ils n'ont pas assez de force pour porter les hommes ; mais, attelés à un char, ils vont très vite ; et c'est la raison qui engage ces peuples à faire usage de chariots. Ils sont limitrophes des Vénètes, qui habitent sur les bords de la mer Adriatique, et prétendent être une colonie de Mèdes. Mais je ne puis comprendre comment les Mèdes se sont transplantés en ce pays ; cependant tout est possible avec le temps.
Hérodote doute qu'ils soient rattachés aux Mèdes, mais sa description correspond aux peuples scythiques, de langues iraniennes comme les Mèdes, les Iraniens étant une ramification de l'ensemble indo-européen. Le mot même de Sigyennes (Sigüennoi) pourrait n'être qu'une déformation, parvenue à Hérodote comme un nom différent, des noms Zygiens ou Scythes, comme le serait le barbarisme « Scythiens » ; sa ressemblance phonétique avec le mot « Tziganes » (Atsiganoi) donne lieu à des hypothèses protochronistes anticipant de plus de mille ans l'arrivée des Roms en Europe.